# Roháčovití
Roháčovití (Lucanidae), obecně roháči, jsou skupina brouků, která celosvětové obsahuje asi 1 200 druhů. Některé druhy dosahují délky až 8 cm, ale většina do 5 cm.
Druhové jméno těchto brouků v některých jazycích bylo odvozeno od velkých kusadel samců, která připomínají paroží jelena. Nejznámějším evropským roháčem je roháč obecný (Lucanus cervus). Latinský název lucanus dostal brouk podle italského regionu Lukánie, kde byli tito brouci používáni jako amulety. Vědecký název Lucanus cervus se skládá z tohoto slova a slova cervus, které v latinském jazyce znamená jelen. Samci roháčů používají kusadla k souboji se svými protivníky, k lidem agresivní nejsou. V Číně jsou někdy roháči používáni k zápasům. Samičky roháčů jsou obvykle menší než samci, kusadla mají normální velikosti jako ostatní brouci.
Larvy se několik let živí rozkládajícím se dřevem.

## Seznam druhů
Podčeleď Aesalinae

Tribus Aesalini
Rod Aesalus (Fabricius, 1801)
- Aesalus asiaticus Lewis, 1883
- Aesalus himalayicus Kurosawa, 1985
- Aesalus imanishii Inahara & Ratti, 1991
- Aesalus meridionalis Bartolozzi, 1989
- Aesalus neotropicalis Bates, 1886
- Aesalus saburoi
- Aesalus sawaii Fujita & Ichikawa, 1985
- Aesalus scarabaeoides Panzer, 1793
- Aesalus sichuanensis
- Aesalus smithi Bates, 1889
- Aesalus trogoides Albers, 1883
- Aesalus ulanowskii Ganglbauer, 1886

Rod Cretaesalus (fossil)
Rod Echinoaesalus Zelenka, 1993
- Echinoaesalus barriesi (Zelenka, 1993)
- Echinoaesalus hidakai (Araya, 1993)
- Echinoaesalus jaechi (Zelenka,1993)
- Echinoaesalus matsuii (Araya, 1993)
- Echinoaesalus sabahensis (Zelenka, 1994)
- Echinoaesalus schuhi (Zelenka, 1994)
- Echinoaesalus timidus (Krikken, 1975)
- Echinoaesalus yongi (Araya, 1993)

Rod Lucanobium Howden & Lawrence, 1974
- Lucanobium squamosum Howden & Lawrence, 1974

tribus Ceratognathini
rod Ceratognathus Westwood, 1838
- Ceratognathus abdominalis Parry, 1870
- Ceratognathus bitumulatus Carter, 1925
- Ceratognathus flabellatus Boileau, 1905
- Ceratognathus frenchi Blackburn, 1897
- Ceratognathus froggatti Blackburn, 1894
- Ceratognathus gilesi Blackburn, 1895
- Ceratognathus macrognathus Boileau, 1905
- Ceratognathus mentiferus Westwood, 1863
- Ceratognathus minutus Lea, 1929
- Ceratognathus niger Westwood, 1838
- Ceratognathus ocularis Carter, 1925
- Ceratognathus rufipennis Westwood, 1872
- Ceratognathus tasmanus Benesh, 1943
- Ceratognathus westwoodi Thomson, 1862

rod Hilophyllus Paulsen & Mondaca, 2006
- Hilophyllus argentinensis (Martinez, 1981)
- Hilophyllus martinezi Paulsen & Mondaca, 2006
- Hilophyllus penai (Martinez, 1976)

rod Mitophyllus Parry, 1843
- Mitophyllus alboguttatus (Bates, 1867)
- Mitophyllus dispar (Sharp, 1882)
- Mitophyllus foveolatus (Broun, 1880)
- Mitophyllus gibbosus (Broun, 1884)
- Mitophyllus insignis Broun, 1921
- Mitophyllus irroratus Parry, 1842
- Mitophyllus macrocerus (Broun, 1886)
- Mitophyllus parrianus Westwood, 1863
- Mitophyllus reflexus Broun, 1908

Tribus Nicagini
rod Nicagus LeConte, 1861
- Nicagus obscurus (LeConte, 1848)
- Nicagus occultus Paulsen & Smith, 2005
- Nicagus japonicus Nagel, 1928

rod Holloceratognathus Nikolajev, 1998
- Holloceratognathus cylindricus (Broun, 1895)
- Holloceratognathus helotoides (Thomson, 1862)
- Holloceratognathus passaliformis (Holloway, 1962)

Podčeleď Lampriminae
rod Dendroblax White, 1846
- Dendroblax earlianus White, 1846

rod Homolamprima
- Homolamprima crenulata (MacLeay, 1885)

rod Lamprima
- Lamprima adolphinae (Gestro, 1875)
- Lamprima aurata

rod Phalacrognathus
- Phalacrognathus muelleri MacLeay, 1885

rod Streptocerus Dejean, 1833
- Streptocerus speciosus Fairmaire, 1850

Podčeleď Lucaninae Latreille, 1804
tribus Aegini
rod Aegus MacLeay, 1819
tribus Allotopini
rod Allotopus
- Allotopus moellenkampi (Fruhstorfer, 1894)
- Allotopus rosenbergi (Vollenhoven, 1872)

rod Mesotopus
tribus Chiasognathini
rod Cacostomus
- Cacostomus floralis (Lea, 1914)
- Cacostomus squamosus Newman, 1840
- Cacostomus subvittata (Moore, 1994)

rod Casignetus
rod Chiasognathus Stephens, 1831
- Chiasognathus beneshi Lacroix, 1978
- Chiasognathus granti Stephens, 1831
- Chiasognathus jousselini Reiche, 1850
- Chiasognathus latreillei Solier, 1851
- Chiasognathus mniszechii Kiesche 1919

rod Protognathinus
rod Sphaenognathus
tribus Cladognathini
rod Aphanognathus
- Aphanognathus laterotarsoides (Houlbert, 1915)

rod Capreolucanus
- Capreolucanus sicardi Didier, 1928

rod Cladophyllus
rod Eligmodontus
rod Gonometopus
rod Macrodorcas Motschulsky, 1862
- Macrodorcas adachii
- Macrodorcas amamiana
- Macrodorcas barbata
- Macrodorcas bisignata
- Macrodorcas bomansi
- Macrodorcas davidi
- Macrodorcas dierli
- Macrodorcas elsiledis
- Macrodorcas fulvonotata
- Macrodorcas humilis
- Macrodorcas intricata
- Macrodorcas kobayashii
- Macrodorcas koyamai
- Macrodorcas melliana
- Macrodorcas mochizukii
- Macrodorcas moellenkampi
- Macrodorcas montivaga
- Macrodorcas pieli
- Macrodorcas pseudaxis
- Macrodorcas recta Motschulsky, 1858
- Macrodorcas ruficrus
- Macrodorcas songiana
- Macrodorcas striatipennis Motschulsky, 1862
- Macrodorcas ursulae
- Macrodorcas vernicata
- Macrodorcas yaeyamaensis

rod Palaeognathus
rod Prismognathus Motschulsky, 1860
- Prismognathus alessandrae
- Prismognathus angularis C._O._Waterhouse, 1874
- Prismognathus branczicki
- Prismognathus cheni
- Prismognathus dauricus Motschulsky, 1860
- Prismognathus davidis
- Prismognathus delislei
- Prismognathus formosanus
- Prismognathus klapperichi
- Prismognathus lucidus
- Prismognathus morimotoi
- Prismognathus nigerrimus
- Prismognathus nigricolor
- Prismognathus piluensis
- Prismognathus platycephalus
- Prismognathus ruficephalus
- Prismognathus sinensis
- Prismognathus subnitens
- Prismognathus tokui

rod Prosopocoilus Westwood, 1845
rod Pseudorhaetus
rod Rhaetulus
rod Rhaetus
- Rhaetus westwoodi (Parry, 1862)

rod Tetrarthrius
rod Weinreichius
- Weinreichius perroti Lacroix, 1978

tribus Colophonini
rod Colophon
tribus Cyclommatini
rod Cyclommatus Parry, 1863
tribus Dendeziini
rod Dendezia
rod Oonotus Parry, 1864
rod Xiphodontus
tribus Dorcini
rod Bartolozziolucanus
rod Cantharolethrus
- Cantharolethrus luxeri Cyclommatus

rod Cyclommatus
- Cyclommatus scutellaris

rod Dorcasoides
rod Dorcus MacLeay, 1819
- Dorcus akahorii
- Dorcus alcides
- Dorcus alexisi
- Dorcus amamianus
- Dorcus antaeus
- Dorcus anteus
- Dorcus arfakianus
- Dorcus binodulosus
- Dorcus brevis
- Dorcus bucephalus
- Dorcus carinulatus
- Dorcus consentaneus
- Dorcus curvidens
- Dorcus cylindricus
- Dorcus davidis
- Dorcus emikoae
- Dorcus eurycephalus
- Dorcus formosanus
- Dorcus gracilicornis
- Dorcus garndis
- Dorcus hopei
- Dorcus hyperion
- Dorcus japonicus
- Dorcus kyanrauensis
- Dorcus metacostatus
- Dorcus miwai
- Dorcus musimon
- Dorcus parallelus
- Dorcus parallelipipedus Linnaeus, 1758
- Dorcus parryi
- Dorcus parvulus
- Dorcus peyronis
- Dorcus prochazkai
- Dorcus ratiocinativus
- Dorcus rectus
- Dorcus reichei
- Dorcus rudis
- Dorcus sawaii
- Dorcus schenklingi
- Dorcus sewertzowi
- Dorcus suturalis
- Dorcus taiwanicus
- Dorcus tanakai
- Dorcus taurus
- Dorcus tenuecostatus
- Dorcus titanus
- Dorcus tormosanus
- Dorcus ursulus
- Dorcus vavrai
- Dorcus velutinus
- Dorcus vicinus
- Dorcus yamadai

rod Homoderus
rod Leptinopterus
rod Prosopocoilus
- Prosopocoilus astacoides
- Prosopocoilus biplagiatus
- Prosopocoilus bison
- Prosopocoilus giraffa
- Prosopocoilus inclinatus
- Prosopocoilus savagei

rod Rhaetulus
- Rhaetulus crenatus

rod Serrognathus
rod Pycnosiphorus
rod Sclerostomus
tribus Figulini
rod Cardanus
rod Dinonigidius
rod Figulus
rod Ganelius
rod Nigidionus
rod Nigidius
rod Novonigidius
rod Penichrolucanus
tribus Lucanini
rod Hexarthrius
rod Lucanus
- Lucanus capreolus
- Lucanus cervus
- Lucanus elaphus
- Lucanus formosanus
- Lucanus maculifemoratus
- Lucanus mazama
- Lucanus placidus
- Lucanus swinhoei
- Lucanus tetraodon

tribus Odontolabini
rod Calcodes
rod Neolucanus
- Neolucanus castanopterus

rod Odontolabis
- Odontolabis castelnaudi
- Odontolabis cuvera
- Odontolabis femoralis
- Odontolabis siva

tribus Platycerini
rod Platyceroides Benesh, 1946
rod Platyceropsis Benesh, 1946
- Platyceropsis keeni (Casey, 1895)

rod Platycerus Geoffroy, 1762
Podčeleď Syndesinae
tribus Ceruchini
rod Ceruchus MacLeay, 1819
- Ceruchus piceus (Weber, 1801)
- Ceruchus punctatus LeConte, 1869
- Ceruchus striatus LeConte, 1859

tribus Sinodendronini
rod Sinodendron Hellwig in Schneider, 1792
- Sinodendron cylindricum (Linnaeus, 1758)
- Sinodendron rugosum Mannerheim, 1843

tribus Syndesini
rod Psilodon Perty, 1830
- Psilodon aequinoctiale (Buquet, 1840)
- Psilodon gilberti Boucher, 1993
- Psilodon schuberti Perty, 1830
- Psilodon seguyi (Didier, 1929)
- Psilodon xerophilicum Martinez & Reyes-Castillo, 1985

rod Syndesus MacLeay, 1819
- Syndesus cancellatus Montrouzier, 1860
- Syndesus cornutus (Fabricius, 1801)
- Syndesus macleayi Boileau, 1905

## Obrázková galerie

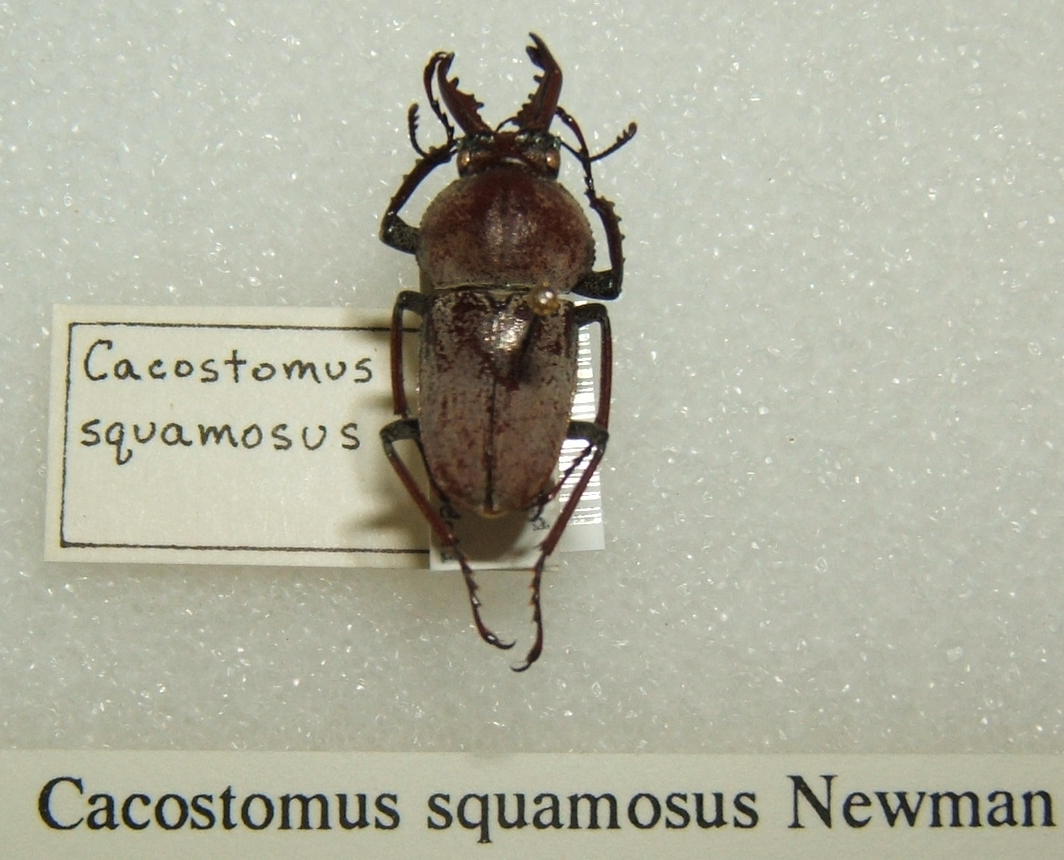
Cacostomus squamosus
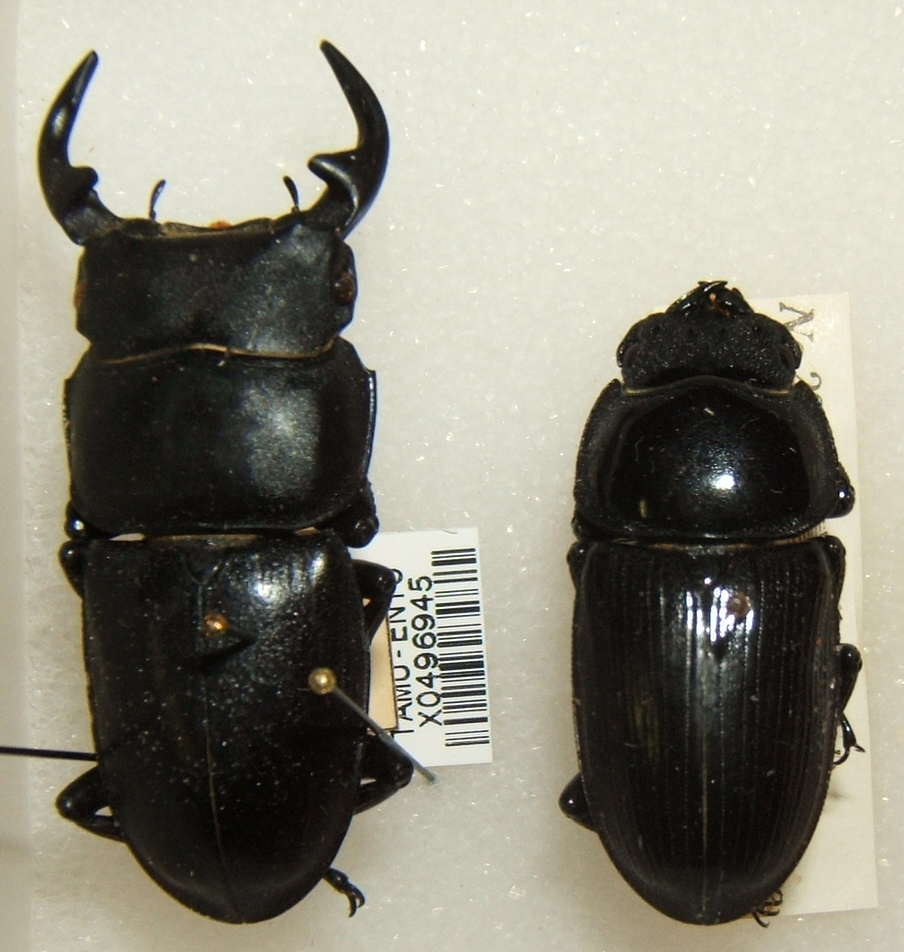
Dorcus curvidens
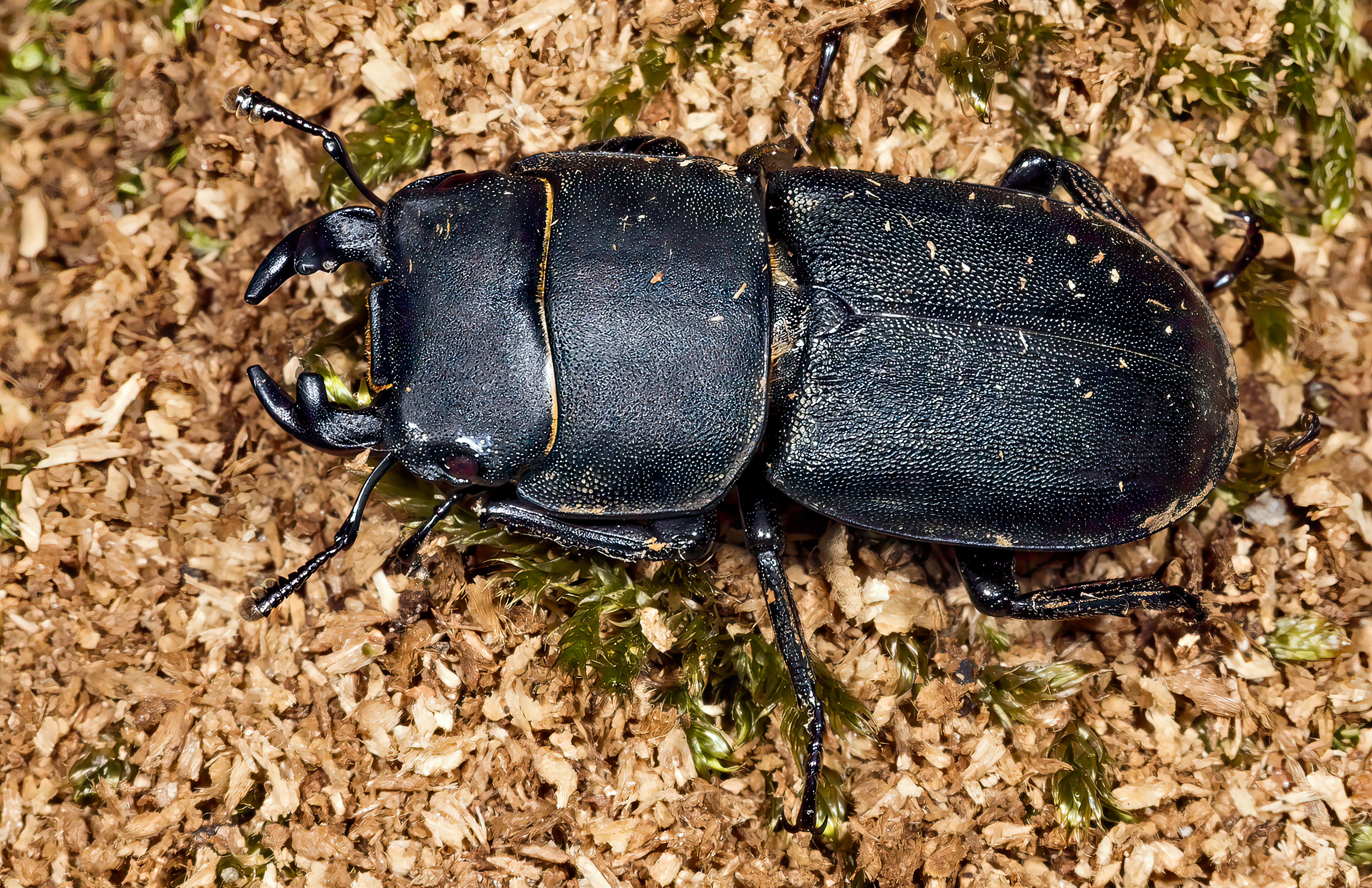
Dorcus parallelipipedus
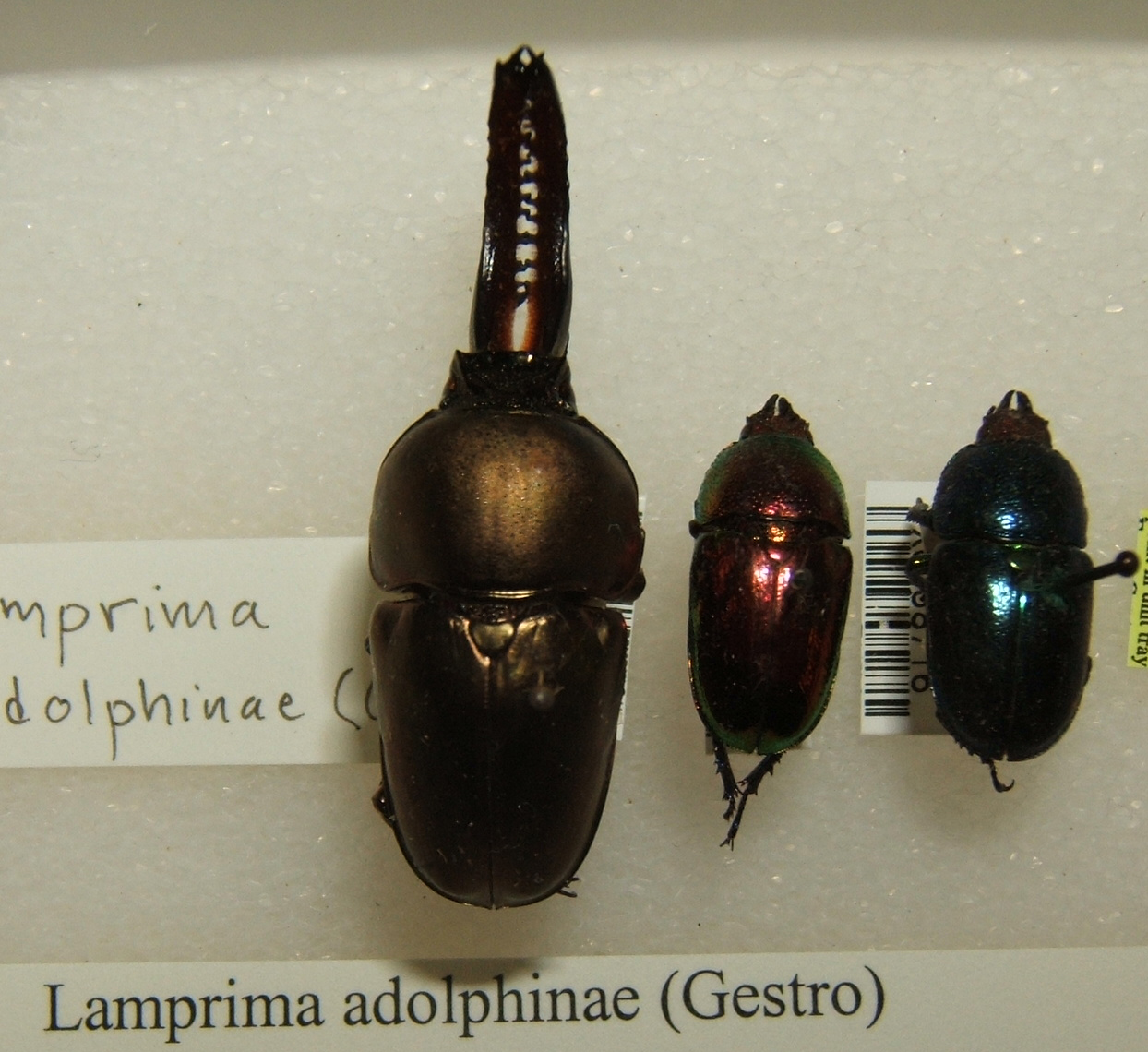
Lamprima adolphinae
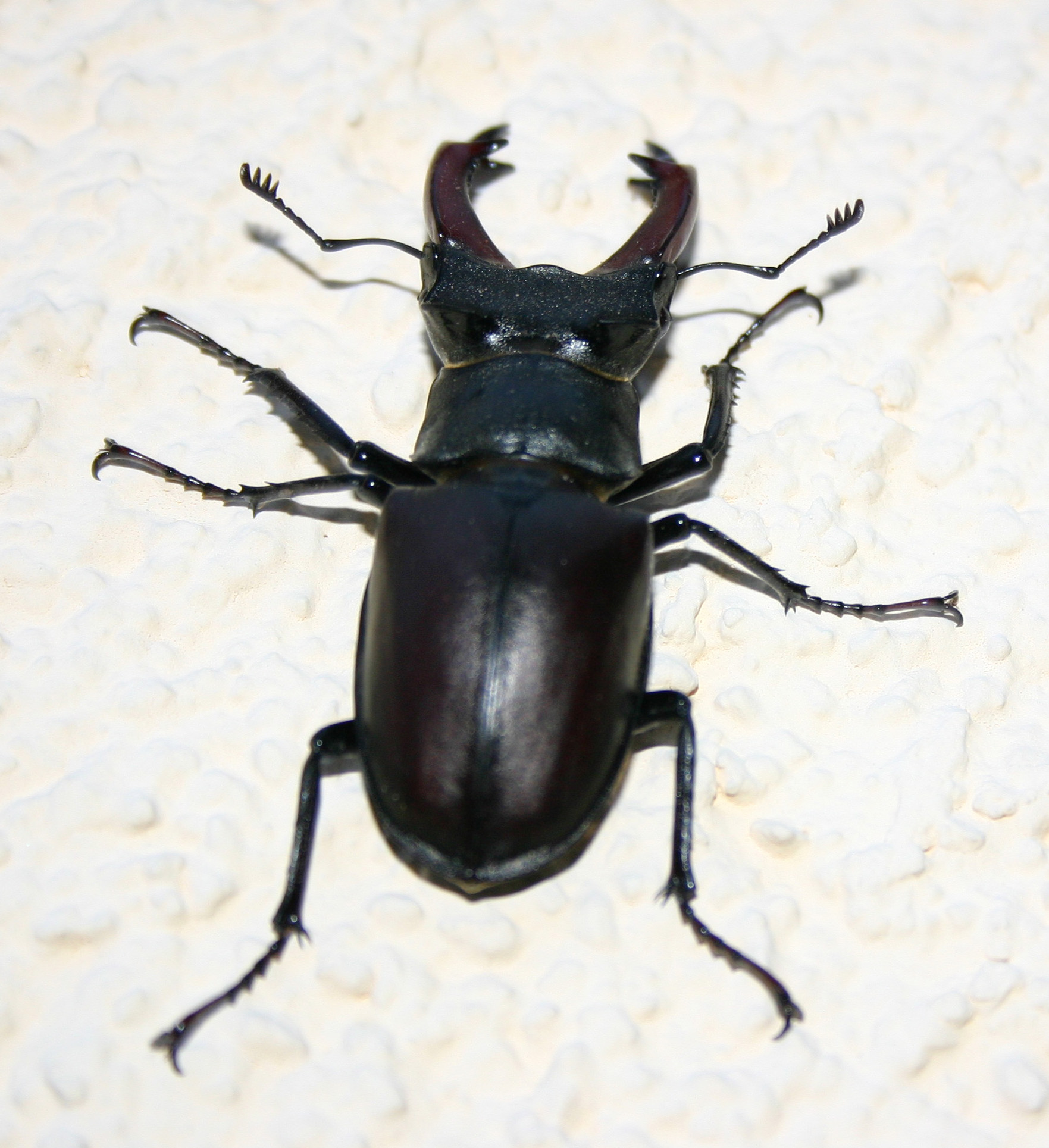
Lucanus cervus Male
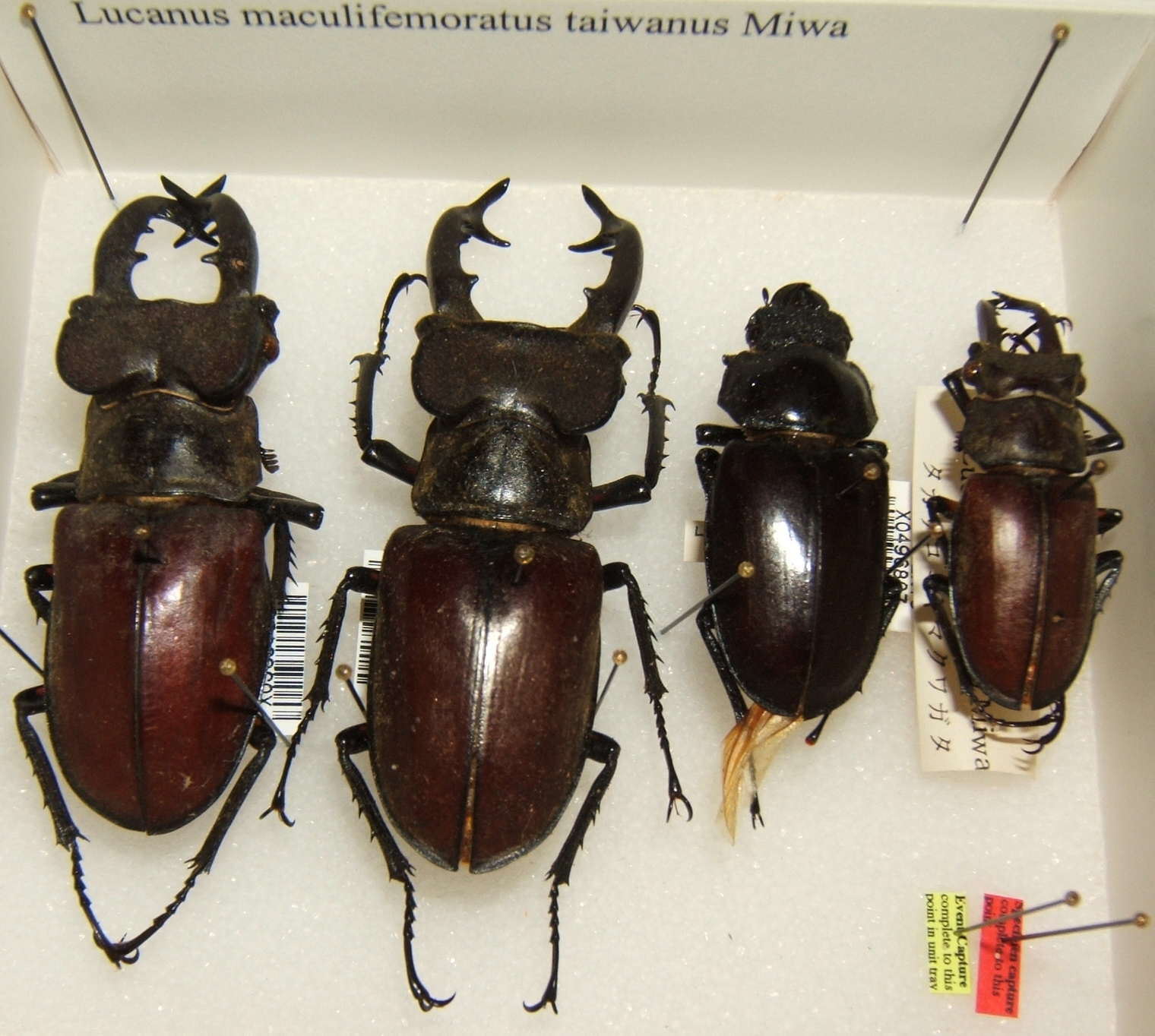
Lucanus maculifemoratus
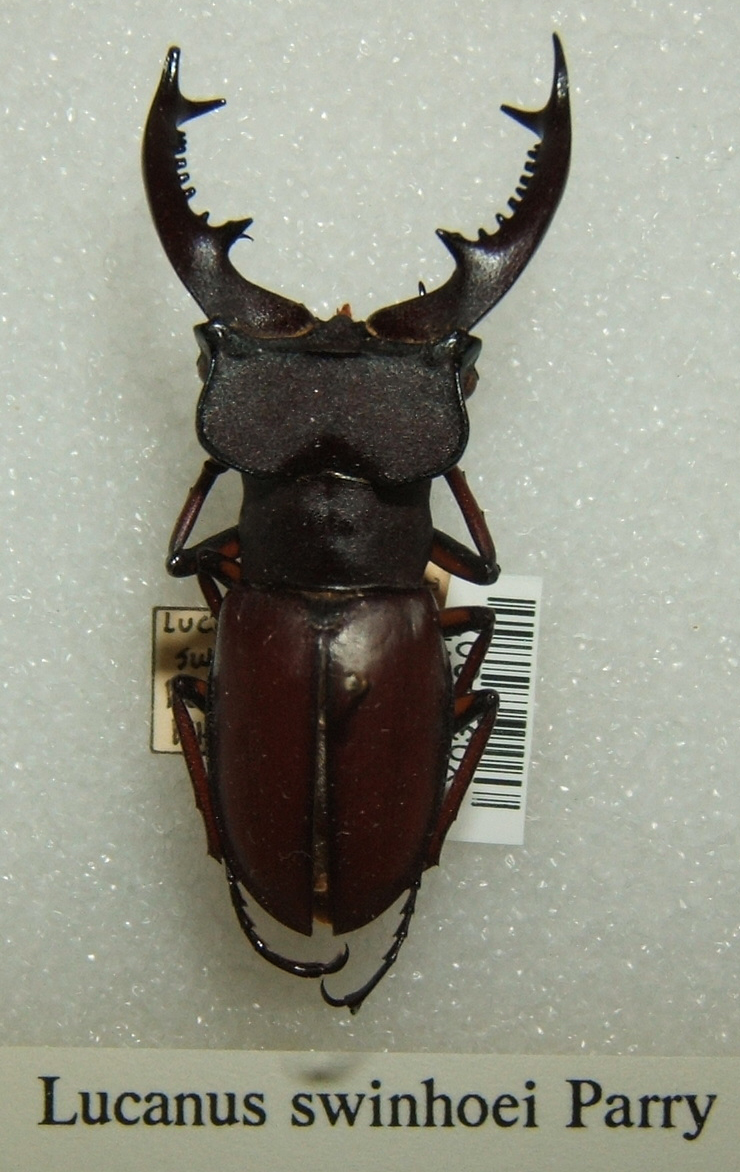
Lucanus swinhoei
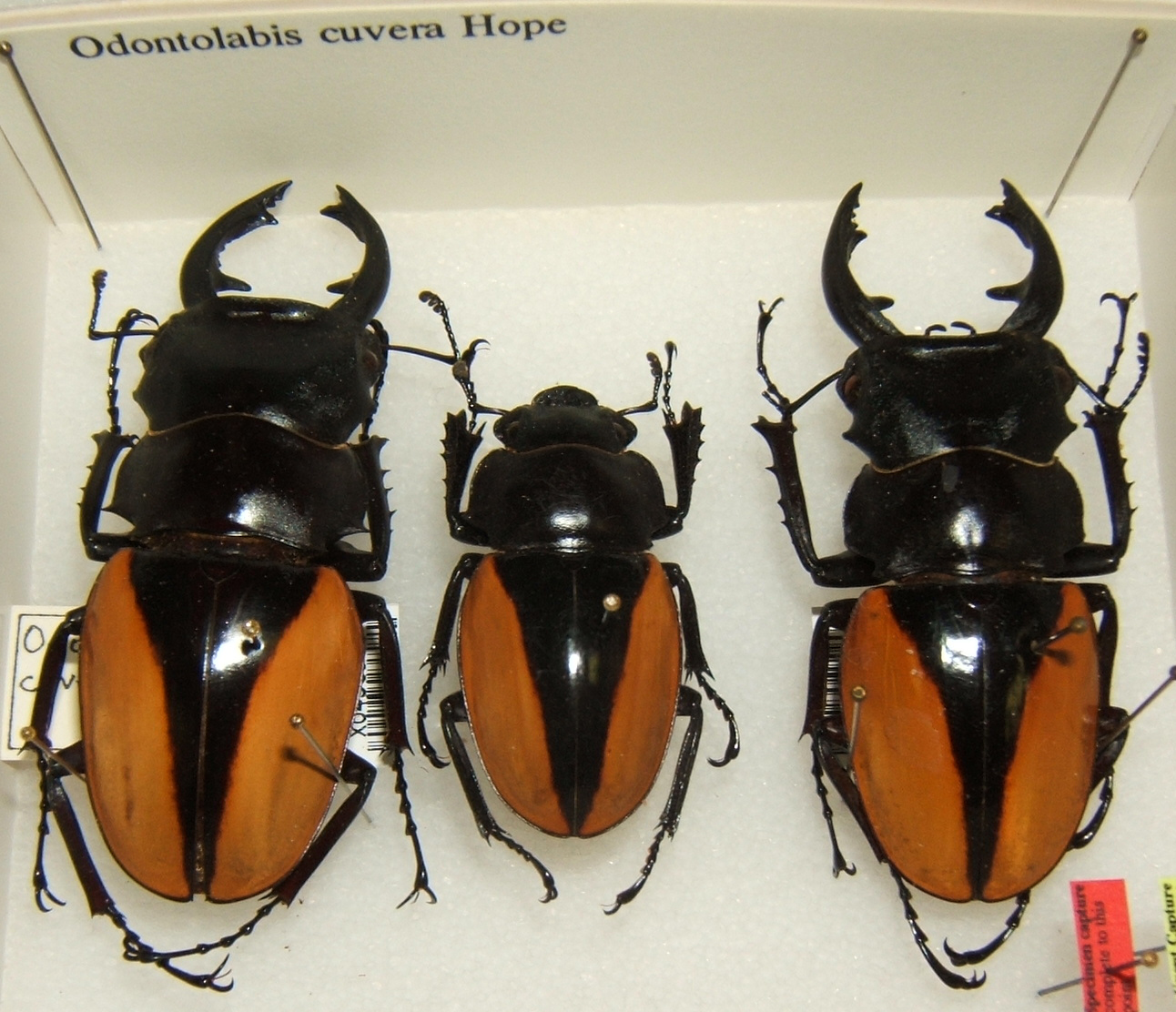
Odontolabis cuvera
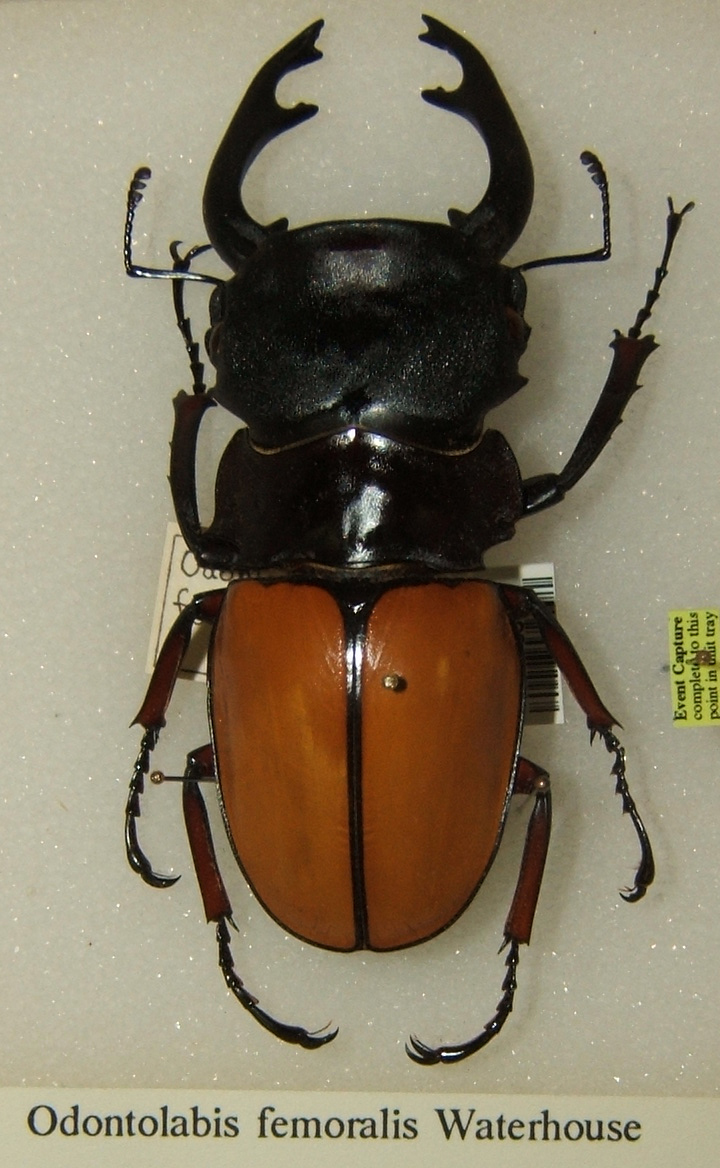
Odontolabis femoralis
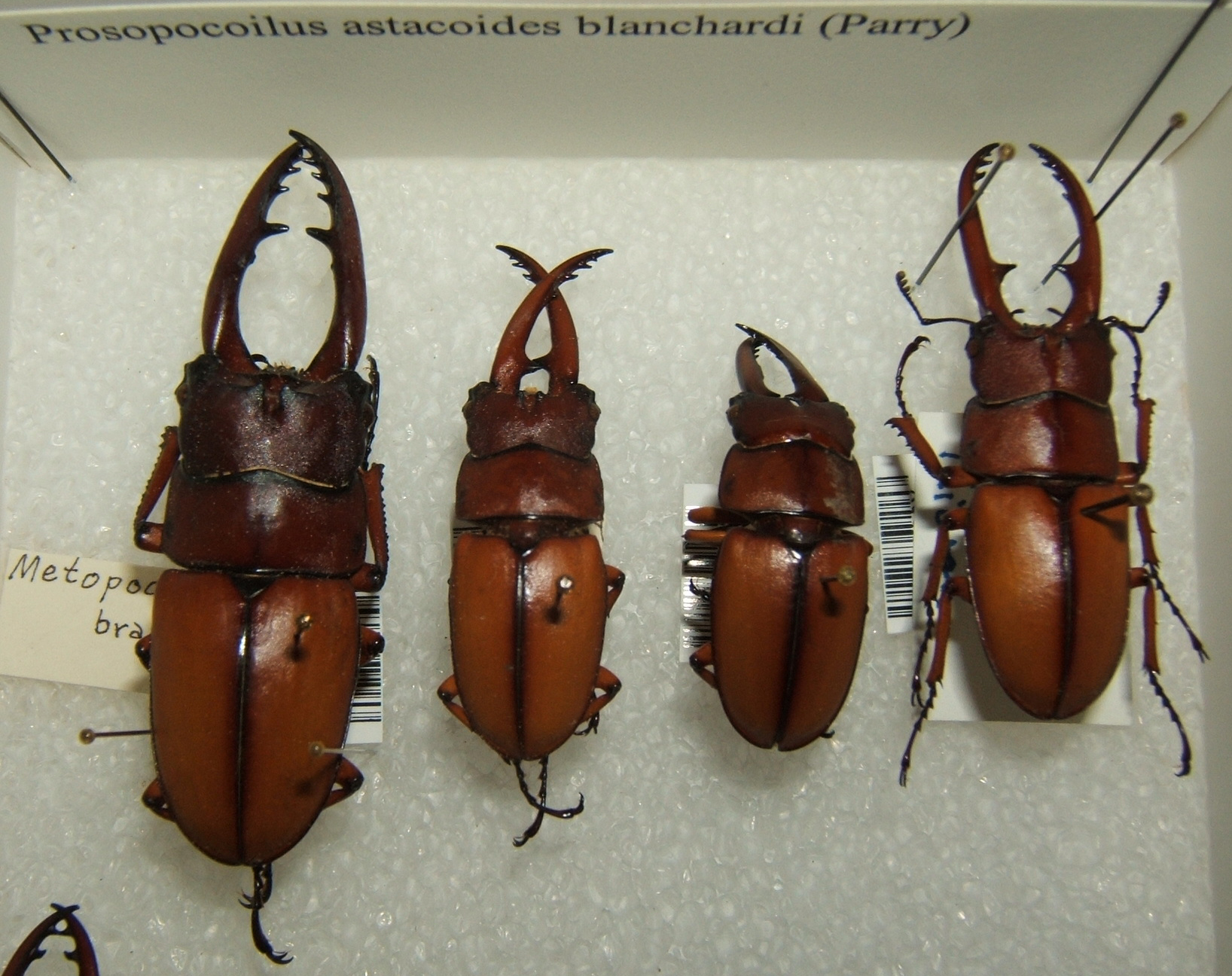
Prosopocoilus astacoides
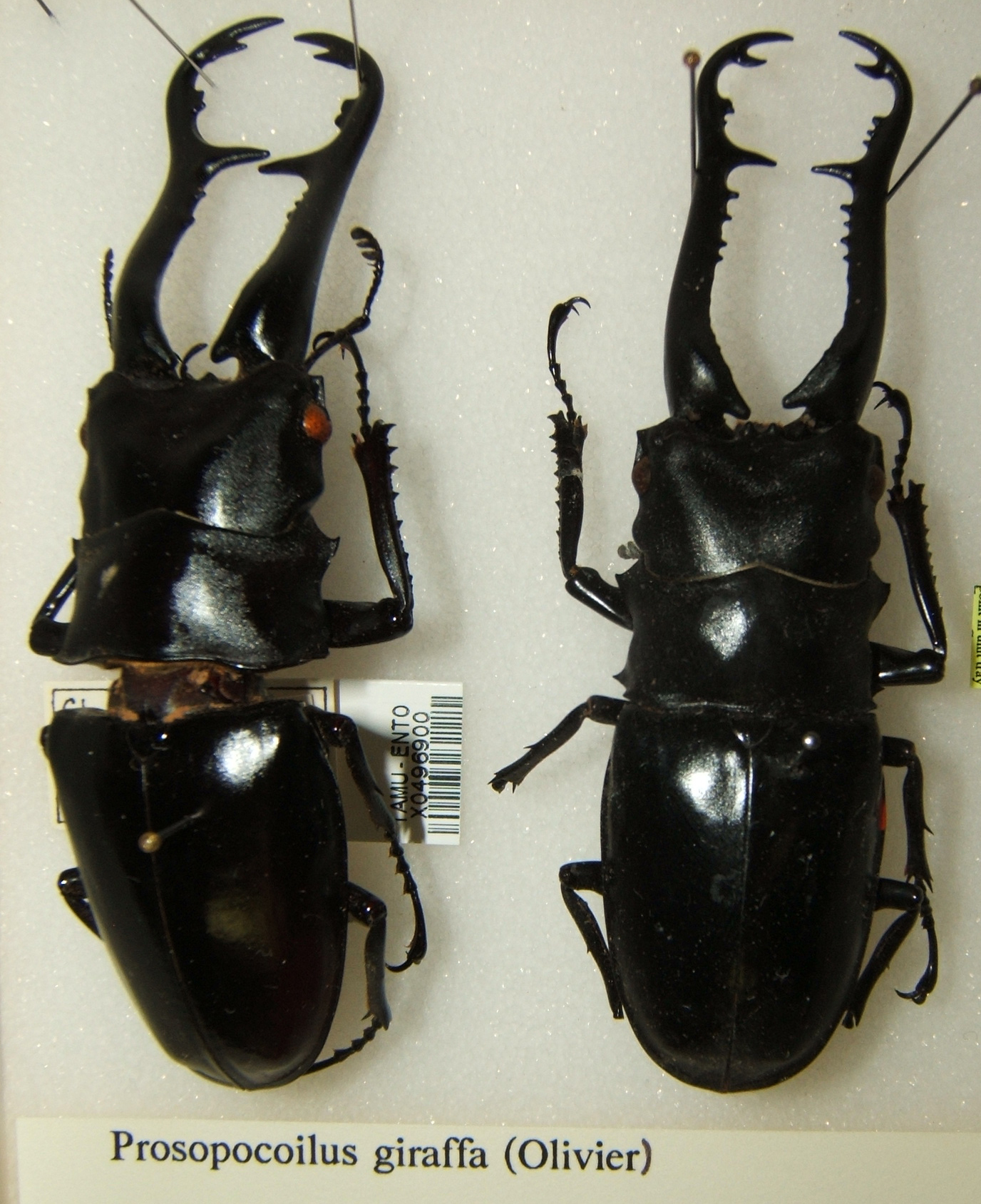
Prosopocoilus giraffa
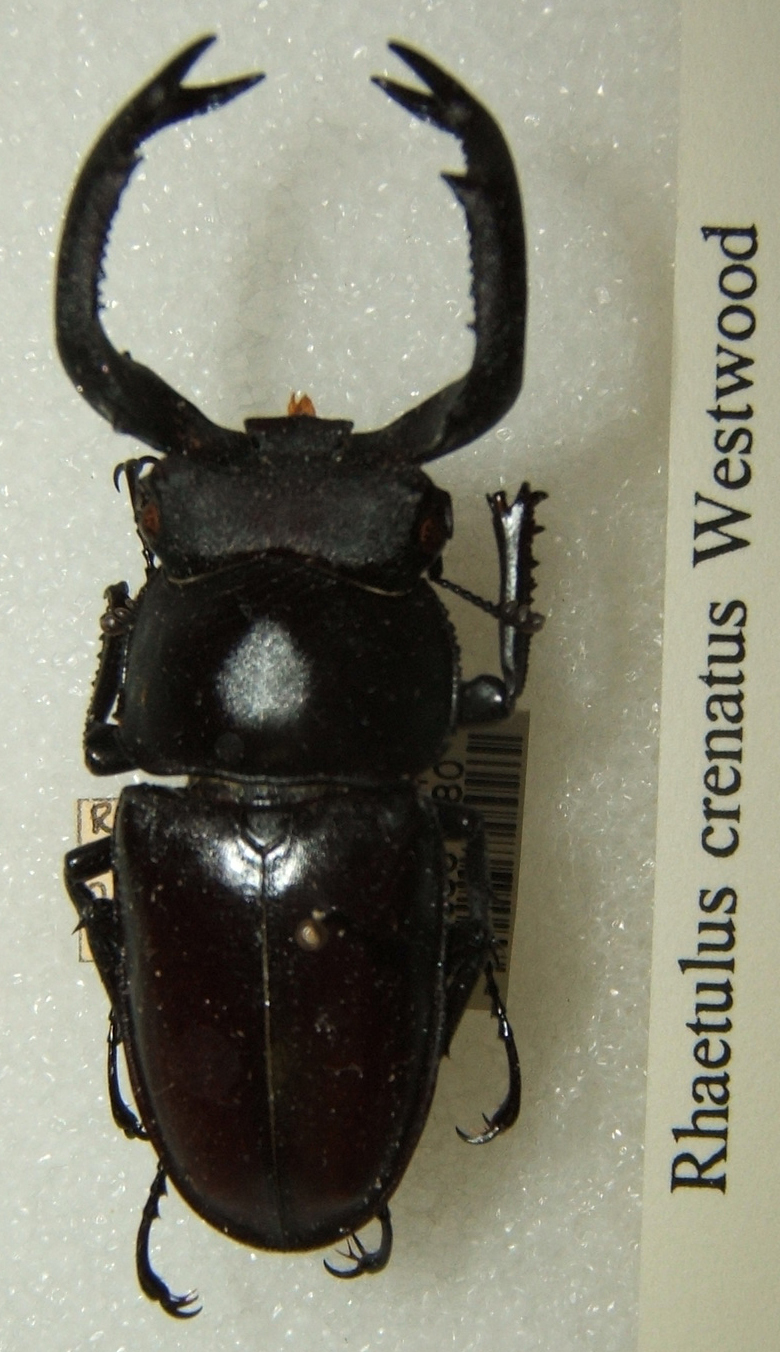
Rhaetulus crenatus